# Бельгія на літніх Олімпійських іграх 2024
Бельгію на літніх Олімпійських іграх 2024 представляли сто шістдесят п'ять спортсменів у двадцять одному виді спорту.

## Медалісти
| Медаль | Ім'я                | Вид спорту     | Змагання                | Дата      |
| ------ | ------------------- | -------------- | ----------------------- | --------- |
| 1      | Ремко Евенепул      | Велоспорт      | роздільна шосейна гонка | 27 липня  |
| 1      | Ремко Евенепул      | Велоспорт      | групова шосейна гонка   | 3 серпня  |
| 1      | Нафіссату Тіам      | Легка атлетика | семиборство             | 9 серпня  |
| 2      | Башир Абді          | Легка атлетика | марафон                 | 10 серпня |
| 3      | Ваут ван Ерт        | Велоспорт      | роздільна шосейна гонка | 27 липня  |
| 3      | Габріелла Віллемс   | Дзюдо          | до 70 кг                | 31 липня  |
| 3      | Лотте Копецкі       | Велоспорт      | групова шосейна гонка   | 4 серпня  |
| 3      | Фабіо ван ден Босше | Велоспорт      | омніум                  | 8 серпня  |
| 3      | Нур Відтс           | Легка атлетика | семиборство             | 9 серпня  |
| 3      | Сара Чаарі          | Тхеквондо      | до 67 кг                | 9 серпня  |